# 博伊拉布烏帕齊拉
博伊拉布乌帕齐拉是孟加拉国吉紹爾甘傑縣的一个乌帕齐拉，位於達卡专区的吉紹爾甘傑縣。。

## 人口
據1991年孟加拉國人口普查，博伊拉布共有戶數34,419戶，人口192448人。其中男性佔比51.11%，女性佔比48.89%；成年人口95,910人。該地7歲以上人口之平均識字率為25.9%，低於全國平均值（32.4%）。